# Rudolf Peierls
Rudolf Ernst Peierls (5. června 1907, Berlín – 19. září 1995, Oxford) byl britský fyzik německého původu, který sehrál důležitou roli v britském jaderném programu a v mnoha dalších vědeckých programech.

## Raná léta
V roce 1929 studoval fyziku pevných látek v Curychu pod vedením Wernera Heisenberga a Wolfganga Pauliho. Jeho rané práce v kvantové fyzice se týkaly teorie kladných nosičů, která vysvětlovala tepelné a elektrické vodivostní chování polovodičů. Byl průkopníkem konceptu „děr“ v polovodičích. Ještě před Léonem Brillouinem zavedl zóny, přestože je s tímto konceptem spojováno právě Brillouinovo jméno, a aplikoval jej na fonony. Objevil Boltzmannovu rovnici pro fonony a Umklapp proces.

## Před druhou světovou válkou
V době, kdy se v jeho rodném Německu dostal k moci Adolf Hitler, studoval na Univerzitě v Cambridgi. Jakmile získal povolení k trvalému pobytu, začal v Británii působit ve fondu pro uprchlíky. S Hansem Bethem pracoval na fotodisintegraci a statistické mechanice slitin a spolupracoval rovněž s Jamesem Chadwickem. Jejich výsledky jsou stále používány jako základ pro polní teorie strukturních fázových změn v komplexních slitinách. Po návratu do Cambridge pracoval s P. Kapurem na supravodivosti a problematice kapalného helia. Skupina odvodila disperzní vzorec pro jaderné reakce původně uvedený v poruchové teorii Gregory Breita a Eugena Wignera, nicméně Peierls a spol. ho odvodili pro zobecněné podmínky. V roce 1937 se stal profesorem matematické fyziky na University of Birmingham.

## Druhá světová válka
V roce 1939 začal pracovat na jaderném výzkumu společně s Otto Frischem a Jamesem Chadwickem. Frisch a Peierls pracovali na radaru, což ale bylo považováno za příliš tajné a důležité, takže všichni zahraniční vědci byli z této práce odvolání.

### Frischovo-Peierlsovo memorandum
V březnu 1940 napsali Frisch a Peierls Frischovo-Peierlsovo memorandum. Tento krátký dokument byl první, který ukázal, jak by bylo možné sestrojit atomovou bombu z malého množství štěpného uranu-235. Vypočítali, že by bylo zapotřebí asi 1 kilogram uranu.  Dříve se předpokládalo, že by taková bomba vyžadovala mnoho tun uranu a proto by bylo nepraktické ji vyrobit a používat. Toto memorandum výrazně podpořilo zájem o výrobu atomové zbraně v Británii i ve USA. V roce 1941 výsledky memoranda výrazně přispěly k založení projektu Manhattan a vývoji atomové bomby. Peierls byl zodpovědný za nábor Klause Fuchse do jaderného programu a když se v roce 1950 ukázalo, že Fuchs vynášel zprávy o jaderném programu Rusům, vzniklo podezření, že Peierls byl špionem. V roce 1999 zveřejnil časopis The Spectator článek, podle nějž byl Peierls sovětským špionem s krycím označenm „Perls“. 

### Projekt Manhattan
Po podpisu Quebecké dohody se Peierls v srpnu 1943 připojil k projektu Manhattan ve Spojených státech. Peierls byl spolu s Klausem Fuchsem součástí britského týmu, který byl pozván k účasti na projektu. Peierls nejprve pracoval v New Yorku a posléze v Los Alamos, kde se podílel na vývoji atomové bomby.

## Po válce

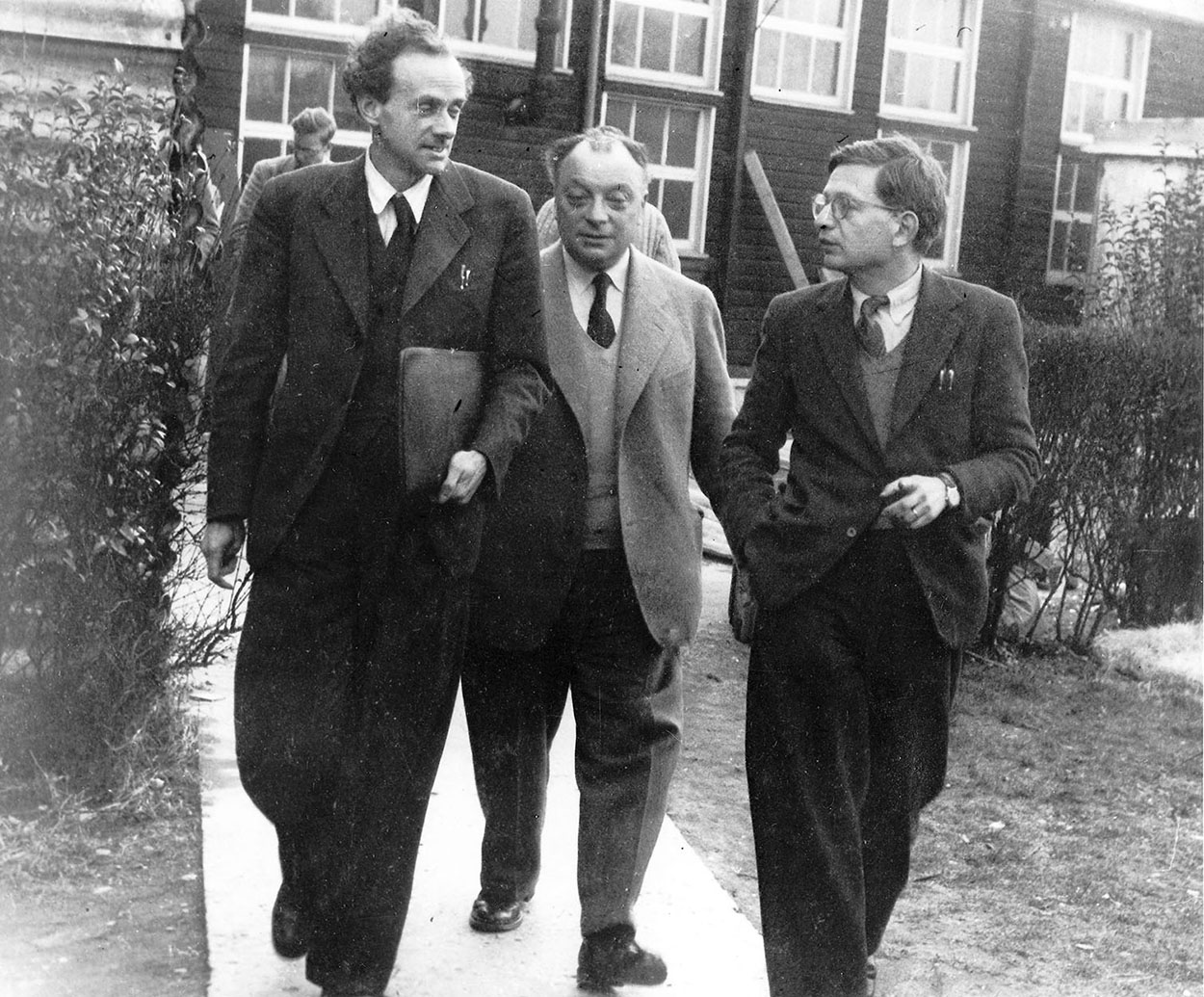
Paul Dirac, Wolfgang Pauli a Rudolf Peierls na Birminghamské univerzitě, 1953

Po skončení války se Peierls vrátil na univerzitu v Birminghamu, kde pokračoval v činnosti na katedře fyziky a působil tam až do roku 1963, kdy získal místo na Oxfordské univerzitě. V Birminghamu pracoval na jaderných silách, rozptylu, kvantové teorii pole, kolektivním pohybu v jádrech a statistické fyzice. Současně působil jako poradce britského jaderného programu v Harwellu. Z Oxfordu odešel v roce 1974. Je autorem několik knih, jeho publikace „Zákony přírody“ vyšla i v českém překladu. Dále se zabýval jadernými zbraněmi, což mu pomáhalo se uvolnit, pracoval na Bulletinu atomových vědců, byl prezidentem asociace atomových vědců ve Velké Británii a účastnil se Pugwashských konferencí o vědě a světových záležitostech.

## Ocenění
V roce 1945 získal Řád britského impéria, v roce 1968 byl povýšen do rytířského stavu. V roce 1962 získal Lorentzovu medaili.

## Osobní život
Během fyzikálního kongresu v Oděse potkal studentku fyziky Eugenii Kannegieser, v roce 1931 když byl na návštěvě v Leningradu, se vzali. Měli spolu tři dcery a syna.